# 小野沢興行
小野沢興行株式会社（おのざわこうぎょう）は、島根県益田市あけぼの東町2-1 小野沢ビルに本社を置いていた企業。1934年（昭和9年）に小野沢勝太郎によって創業し、1965年（昭和40年）に小野沢明男によって小野沢興行株式会社が設立された。

## 沿革

### 創業

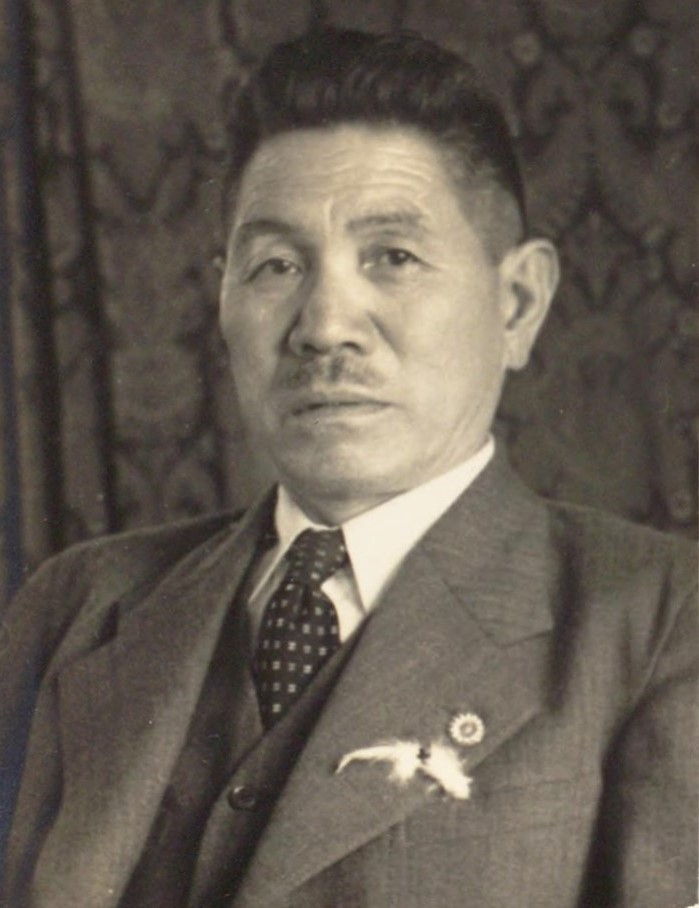
創業者の小野沢勝太郎

1891年（明治24年）に長野県小県郡東部町（現・東御市）に生まれた小野沢勝太郎は、29歳だった1920年（大正9年）に初めて島根県美濃郡益田町を訪れた。1932年（昭和7年）には益田町会議員に初当選し、1934年（昭和9年）には日本一の曲馬団として知られる木下サーカスの誘致に成功した。小野沢興行の創業はこの年とされている。
1938年（昭和13年）9月には浪曲師の2代目天中軒雲月（伊丹秀子）を招いて浪花節興行を行い。1943年（昭和18年）には歌手の渡辺はま子一行を益田町に招き、1944年（昭和19年）には歌舞伎の中村梅玉一座を招いている。

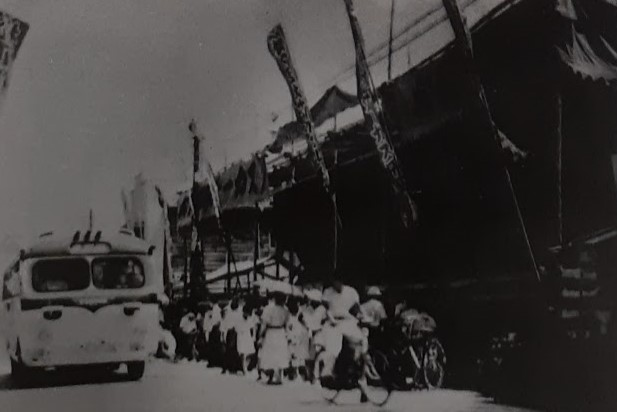
益田町を訪れた木下サーカス（1934年）
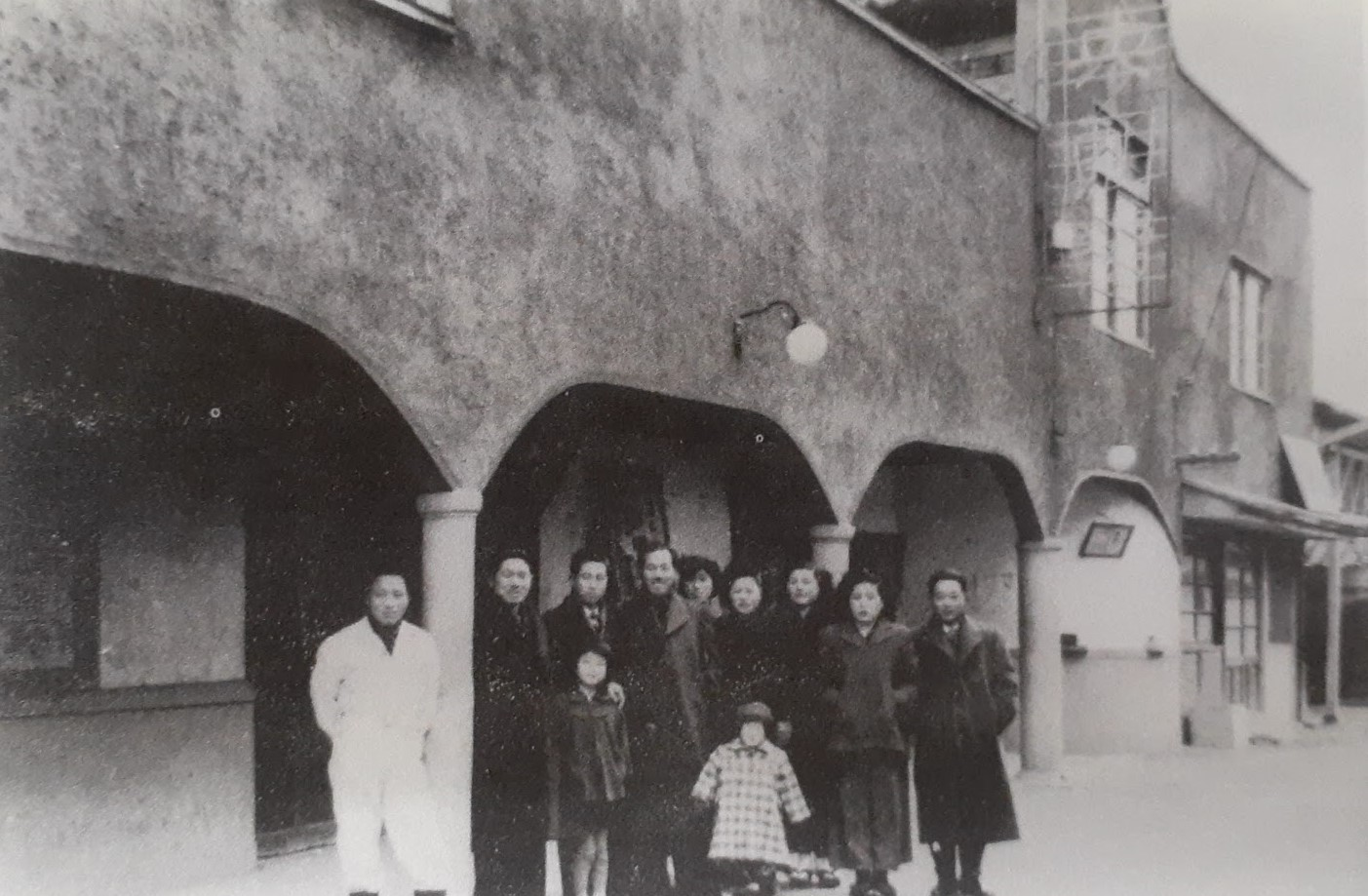
初めて開館させた劇場である中央劇場（1946年）

### 映画館事業の躍進
| 映画黄金期に小野沢興行が経営していた映画館 | 映画黄金期に小野沢興行が経営していた映画館 | 映画黄金期に小野沢興行が経営していた映画館 | 映画黄金期に小野沢興行が経営していた映画館 |
| 開館年                                     | 所在地                                     | 名称                                       | 支配人                                     |
| ------------------------------------------ | ------------------------------------------ | ------------------------------------------ | ------------------------------------------ |
| 1945年（昭和20年）                         | 益田市                                     | 中央劇場                                   | 河野正三                                   |
| 1947年（昭和22年）                         | 鹿足郡日原町                               | 日原春日座                                 | 河野正三                                   |
| 1951年（昭和26年）                         | 益田市                                     | 益田東映                                   | 河野正三                                   |
| 1957年（昭和32年）                         | 松江市                                     | 松江日活                                   | 児玉孝                                     |
| 1958年（昭和33年）                         | 益田市                                     | 第三映劇                                   | 河野正三                                   |
| 1958年（昭和33年）                         | 松江市                                     | スワン座                                   | 高岡亮三                                   |

1945年（昭和20年）11月20日には中央劇場を開館させ、こけら落としには俳優の江川宇礼雄を招いた。小野沢勝太郎（小野沢興行）が本格的に興行界に進出したのはこの時である。剣劇の広瀬誠や南条隆、松竹スターの高田浩吉や川崎弘子、大映スターの尾上菊太郎、喜劇の高瀬実一行、歌手の東海林太郎などを中央劇場に招いた。1947年（昭和22年）には島根県鹿足郡日原町に日原春日座を開館させ、日原春日座には歌舞伎の澤村宗十郎一座などを招いた。
1949年（昭和24年）、中央劇場を中央映劇に改称して映画常設館化し、大映・東映・日活・セントラル・NCCの作品を上映した。1950年（昭和25年）5月には「化け猫女優」の鈴木澄子を中央映劇に招き、漫才師の芦乃家雁玉と林田十郎も招いた。1951年（昭和26年）1月には小野沢勝太郎の長男である小野沢明男が入社し、映写技師として映画館経営に携わった。同年には第二中央劇場を開館させ、1954年（昭和29年）には第二中央劇場から益田東映に改称した。1957年（昭和32年）には中央映劇を冷暖房完備の鉄筋建築に建て替え、4月19日に東映シネマスコープ作品『鳳城の花嫁』でこけら落としした。
1954年（昭和29年）6月には浪曲師の梅原秀夫を招き、7月には吉田奈良丸、吉田一若、広沢虎造、浪花家辰造、木村若衛、東家浦太郎一行を招いた。この後も浪曲師としては真山一郎、中村富士夫、太田英夫、篠田実、芙容軒麗花、天光軒満月、近江源氏丸、春日井梅鶯、浪曲出身の歌手としては三波春夫、村田英雄などを益田町に招いている。
1957年（昭和32年）5月には松江市に進出して松江日活（松江中央劇場）を開館させた。1958年（昭和33年）には益田市須子のセントラルを買収して第三映劇に改称し、小野沢興行が経営する映画館は6館となった。1959年（昭和34年）に島根県興行環境衛生同業組合が設立されると、小野沢勝太郎は理事長に推されて就任し、1960年（昭和35年）には全国興行環境衛生組合連合会理事にも就任した。1960年（昭和35年）には日本の映画館数がピークを迎えたが、その後はテレビに押されて映画観客数が減少していった。1962年（昭和37年）12月31日には益田東映から出火して全焼し、1963年（昭和38年）1月には休館中だった日原春日座が積雪で倒壊した。

### 事業の変遷

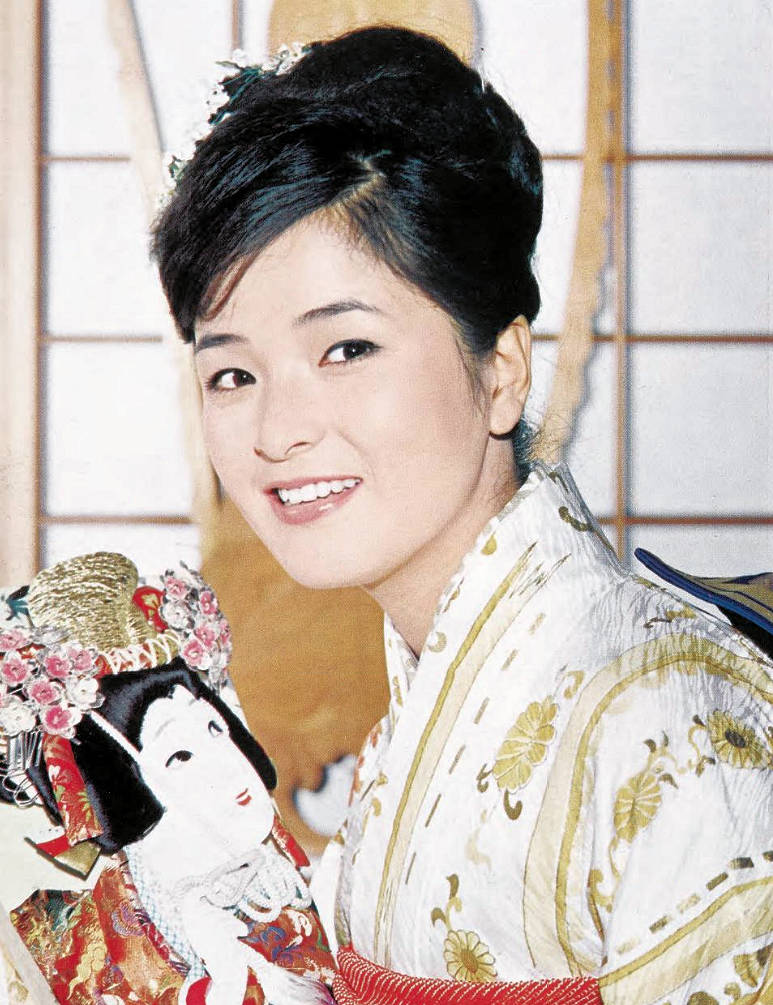
小野沢家にも訪れている倍賞千恵子

1930年（昭和5年）10月2日、長野県小県郡東部町（現・東御市）に高藤明男が生まれた。小野沢勝太郎と高藤きよこの長男であり、東部町立滋野小学校、上田市の長野県上田経理学校を卒業した。1951年（昭和26年）1月に家出して実父のいる益田町に着き、同月に小野寺勝太郎の後継ぎとして小野寺興行に入社した。1955年（昭和30年）1月28日に松本純子と結婚し、同年11月18日には長男の勝明が、1959年（昭和34年）5月19日には二男の幸勝が、1961年（昭和36年）6月24日には長女の貴子が生まれた。
1965年（昭和40年）4月30日、75歳だった小野沢勝太郎は社長の座を長男の小野沢明男に譲った。勝太郎の時代は個人企業だったが、同年6月には明男によって小野沢興行株式会社が設立され、勝太郎が会長に、明男が取締役社長に就任した。1964年（昭和39年）8月、小野沢明男は33歳の時に益田市議会議員に初当選した。1968年（昭和43年）7月には益田市議会議員に再選し、1972年（昭和47年）7月には三選し、1976年（昭和51年）には四選し、1980年（昭和55年）には五選、1984年（昭和59年）には六選、1988年（昭和63年）には七選したほか、益田市議会議長も歴任した。
小野沢興行株式会社が設立された1965年（昭和40年）頃には映画産業の斜陽化が進行し、都会ではボウリングブームが起こっていた。昭和40年代は小野沢興行がボウリング業界に進出し、そしてブームの終焉とともに撤退していった時期である。1966年（昭和41年）4月20日には松江市千登里町に島根県初のボウリング場である松江ボウリングが開業し、8月10日には益田市あけぼの東町に県内2番目となる益田ボウリングが開業した。後に小野沢ビルが建つ場所である。
1969年（昭和44年）3月には中央映劇を改装して特別席を設けた。映画黄金期の益田市では小野沢興行と橋本興行が映画館を二分していたが、1972年（昭和47年）には両社が邦画と洋画の選択権について話し合い、小野沢興行は邦画のみ、橋本興行は洋画のみの上映で合意に達した。1967年（昭和42年）には浜田市に浜田ボウリングを、1971年（昭和46年）には江津市に江津ボウリングを開業させ、レーンの増設なども行った結果、1972年（昭和47年）には4センター計86レーンを有する島根県最大のボウリング興行会社となった。日本におけるボウリングブームのピークは1972年（昭和47年）であり、全国に計3697センターがあったが、過当競争の結果としてブームが急速に冷め、1976年（昭和51年）には約1/4の879センターにまで急減した。
1974年（昭和49年）夏には益田市や津和野町でロケが行われた『男はつらいよ 寅次郎恋やつれ』を上映し、小野沢興行の映画館では久々の大ヒットとなったほか、倍賞千恵子が小野沢の自宅を表敬訪問した。1975年（昭和50年）3月1日には創業者の小野沢勝太郎が死去した。1977年（昭和52年）には『犬神家の一族』ほか三本立で中央映劇における入場者数の記録を更新した。

### 小野沢ビルの建設
1974年（昭和49年）7月には益田ボウリングの一部にパチンコ台を設置し、小野沢興行初のパチンコ店である益田中央ホールが開店した。昭和50年代は小野沢興行がパチンコ業界に進出した時期だった。1980年（昭和55年）4月には小野沢明男が島根県遊技業協同組合副理事長に就任した。
1981年（昭和56年）6月11日には総合レジャービルの建設に着工し、11月22日には小野沢ビルが4階まで開業、12月20日には全館が開業した。竣工パーティには地元の政財界人ほか、にっかつスターの美保純、太田あや子、小川亜佐美、森村陽子、歌川やす子も招かれた。鉄筋コンクリート造6階建（一部8階建）であり、1階にはパチンコ店・食堂・喫茶店、2階にはボウリング場、3階には2館の映画館、5階と6階にはビジネスホテルが入った。小野沢ビルは益田市で最も高い建造物であり、「山陰では例を見ない大型レジャービル」と称された。1984年（昭和59年）には創業50周年を迎え、前年の1983年（昭和58年）には社史『小野沢興行50年史』を刊行した。
小野沢明男の長男である小野沢勝明は、松江日本大学高等学校と日本大学法学部を卒業し、1978年（昭和53年）に田辺昇一社長の株式会社田辺経営に入社した。1981年（昭和56年）1月に小野沢興行に入社し、同年10月1日に大久保博子と結婚した。小野沢明男の二男である小野沢幸勝は、日本大学獣医学部を卒業し、カリフォルニア大学サンタクルーズ校への留学などを経て、1983年（昭和58年）4月に小野沢興行に入社した。1987年（昭和62年）には小野沢明男が取締役社長を退任し、長男の小野沢勝明が取締役社長に就任した。
| 小野沢ビルのフロア案内（開業時） | 小野沢ビルのフロア案内（開業時）                           |
| 階                               | 施設                                                       |
| -------------------------------- | ---------------------------------------------------------- |
| 6階                              | マスダセントラルホテル                                     |
| 5階                              | マスダセントラルホテル                                     |
| 4階                              | 小野沢興行事務所、会議室                                   |
| 5階                              | 映画館「中央劇場」「中央シネマ」                           |
| 2階                              | ボウリング場「益田ボウリング」                             |
| 1階                              | パチンコ店「中央ホール」、食堂「千曲」、喫茶店「来夢来人」 |

### 廃業
1997年（平成9年）、小野沢ビルの益田中央劇場を改修してデジタルシアター益田中央に改称し、島根県で初めてデジタル音響設備を導入した。
2008年（平成20年）6月13日、江津市で経営していたデジタルシアター江津中央を閉館させた。同年8月31日には小野沢ビルで経営していたデジタルシアター益田中央が閉館。最終上映作品は『インクレディブル・ハルク』、『ハプニング』、『秘密結社 鷹の爪 THE MOVIE2〜私を愛した黒烏龍茶〜』である。これにより小野沢興行が経営していたすべての映画館が閉館した。
2020年（令和2年）9月、松江地方裁判所益田支部において小野沢興行の特別清算がなされた。
2022年1月26日、『Shimane Cinema ONOZAWA』として再オープン。

## 歴代社長
- 創業者 小野沢勝太郎 - 1891年生誕。1965年会長就任。1975年死去。
- 初代社長 小野沢明男 - 1930年生誕。1965年取締役社長就任。2018年死去。
- 2代目社長 小野沢勝明[25] - 1955年生誕。1987年取締役社長就任。